# Brignolia cubana
Brignolia cubana är en spindelart som beskrevs av Margareta Dumitrescu och C.Constantin Georgescu 1983. Brignolia cubana är enda arten i släktet Brignolia som tillhör familjen dansspindlar. Inga underarter finns listade.